# ErbB
ErbB 계열의 단백질은 처음으로 발견된 구성원인 상피 성장인자 수용체(EGFR)와 구조적으로 관련된 4개의 수용체 티로신 키나제를 포함한다. 인간의 경우에는 Her1(EGFR, ErbB1), Her2(ErbB2), Her3(ErbB3) 및 Her4(ErbB4)가 포함된다. 유전자 기호인 ErbB는 이들 수용체가 상동하는 바이러스성 종양유전자의 이름인 적혈구모구 백혈병 바이러스성 종양유전자에서 유래되었다. 인간에서 불충분한 ErbB 신호전달은 다발성 경화증 및 알츠하이머병과 같은 신경퇴행성 질환의 발병과 연관되는 반면, 과도한 ErbB 신호전달은 다양한 유형의 고형 종양의 발병과 연관된다.
ErbB 단백질 계열 신호전달은 발달에 중요하다. 예를 들어, ErbB-2 및 ErbB-4 녹아웃 마우스는 임신 중기에 사망하여 심실 심실 소주 부족과 관련된 심장 기능 결핍을 초래하고 말초 신경계의 비정상적인 발달을 나타낸다. ErbB-3 수용체 돌연변이 생쥐에서는 심장에 덜 심각한 결함이 있으므로 배아 발생 전반에 걸쳐 더 오래 생존할 수 있다. 슈반세포 성숙이 부족하면 운동 및 감각 뉴런이 퇴화된다. 과도한 ErbB 신호전달은 다양한 유형의 고형 종양의 발생과 연관되어 있다. ErbB-1과 ErbB-2는 많은 인간 암에서 발견되며 이들의 과도한 신호 전달은 이러한 종양의 발생과 악성 종양에 중요한 요인이 될 수 있다.

## 계열
ErbB 단백질 계열은 4개의 개체로 구성된다.
- 표피 성장인자 수용체(EGFR)라고도 불리는 ErbB-1
- ErbB-2: 인간에서는 HER2로, 설치류에서는 neu로 명명되기도 함
- HER3라고도 불리는 ErbB-3
- HER4라고도 불리는 ErbB-4

v-ErbB는 EGFR과 상동성이지만 리간드 결합 엑토도메인 내에 서열이 부족한다.